# Samogitië

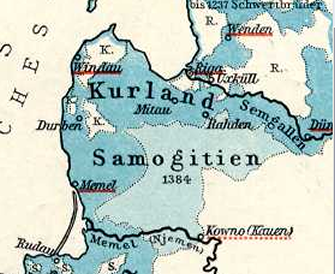
Samogitië eind veertiende eeuw

Samogitië of Neder-Litouwen (Litouws: Žemaitija) is een historische regio in het westen van Litouwen, gelegen aan de Oostzee en begrensd door de rivier de Memel in het zuiden, de Nevėžis in het oosten en de grens met Letland (het historische Koerland) in het noorden. De naam van het gebied verwijst naar het laaggelegen gebied langs de rivier de Nevėžis. De voornaamste stad in het gebied is Klaipėda, hoewel dat er historisch lange tijd juist buiten viel. 
Als hertogdom speelde Samogitië lange tijd een belangrijke rol in de strijd tegen de ridders van de Duitse Orde: het gebied vormde een wig tussen hun Pruisische en hun Lijflandse gebieden. Het was het laatste gebied in Europa dat overging op het christendom: pas vanaf 1413 was dat het geval en verschenen er de eerste kerken.
In 1795 kwam Samogitië met de rest van Litouwen aan Rusland en vanaf 1843 bestaat Samogitië niet meer als bestuurlijke eenheid. Samogitië speelde in de 19e eeuw een centrale rol in de Litouwse nationale beweging. Het gebied is binnen het tegenwoordige Litouwen nog steeds goed herkenbaar, bijvoorbeeld op grond van het afwijkende dialect dat er wordt gesproken. 